# Konstandinos Stiwachtis
Konstandinos Stiwachtis (gr. Κωνσταντίνος Στυβαχτής; ur. 22 maja 1980 w Atenach) – grecki siatkarz, grający na pozycji rozgrywającego.

## Sukcesy klubowe
Mistrzostwo Grecji:
- 2018[9], 2019[10], 2021[11]
- 2017, 2020, 2022[12]
- 2006, 2012, 2016

Puchar Ligi Greckiej:
- 2016[13], 2017[14], 2018[15], 2019[16]
- 2020[17]

Puchar Grecji:
- 2016[18], 2017[19]

Puchar Challenge:
- 2018[20]

## Sukcesy reprezentacyjne
Igrzyska Śródziemnomorskie:
- 2018[21]